# Лампанг (провинция)
Провинция Лампанг (тайск. ลำปาง) расположена на севере Таиланда в долине реки Ванг, в 600 км от Бангкока. Административный центр провинции — город Лампанг.
Отличительной особенностью Лампанга от остальных провинций Таиланда является то, что для передвижения по улицам городов до сих пор используются конные экипажи.

## История
В VII веке эта область принадлежала королевству Харипунчай. В XI веке эти места заняла Кхемерская империя, а с 1292 года перешли во владения короля Менгрей. Позже, в XVI веке, эти места были заняты Бирмой. В XVIII веке земли были отвоеваны Сиамом.

## Административное деление
Общая площадь провинции Лампанг 12 534,0 км². и административно делится на 13 районов (ампхе):
1. Столичный район Лампа́нг — Mueang Lampang (เมืองลำปาง)
2. Мемо́ — Mae Mo (แม่เมาะ)
3. Кокха́ — Ko Kha (เกาะคา)
4. Сымня́м — Soem Ngam (เสริมงาม)
5. Нга́у — Ngao (งาว)
6. Че́хом — Chae Hom (แจ้ห่ม)
7. Вангны́а — Wang Nuea (วังเหนือ)
8. Тхёон — Thoen (เถิน)
9. Мепри́к — Mae Phrik (แม่พริก)
10. Метха́ — Mae Tha (แม่ทะ)
11. Соппра́п — Sop Prap (สบปราบ)
12. Хангча́т — Hang Chat (ห้างฉัตร)
13. Мыангпа́н — Mueang Pan (เมืองปาน)

## Промышленность
Провинция Лампанг славится производством керамических товаров и добычей полезных ископаемых. На её территории расположены более 200 керамических фабрик. Здесь так же есть и сельскохозяйственная деятельность, в частности, выращивание риса и ананасов.
Издавна в этом регионе процветает лесная промышленность. А для эффективной организации производства повсеместно использовался труд слонов.

## Достопримечательности
- Центр сохранения слонов в природном парке Тхунг Квиан.

В городе Лампанг хорошо сохранились несколько храмов, которые отображают смесь тайского и бирманского архитектурных стилей.
- Один из них — Ват Пхра Тхат Лампанг Луанг — находится в 20 километрах к юго-западу от города. Храм был построен в архитектурном стиле Ланны. В давние времена этот храм выполнял функцию крепости. В сооружении храма можно выделить большую пагоду, построенную в XV веке, и достигающую в высоту 45 метров, а в ширину 24 метра. Отдельного внимания заслуживает статуя Пхра Каео Дон Тао из яшмы, которая по преданиям обладает сверхъестественной силой.
- Храм Ват Си Ронг Муеанг, построенный в бирманском стиле в 1905 году, расположен на пути к западу от города. Его крышу покрывают гобелены.
- Китайский стиль в архитектуре встречается на дороге старого рынка, где ещё сохранились домики в Стиле Ланна. Раньше здесь располагался городской бизнес-центр, а теперь в этом районе располагаются магазинчики.